# Santuario della Madonna delle Lacrime (Treviglio)
Il santuario della Madonna delle lacrime è il santuario di Treviglio dedicato alla Madonna delle Lacrime che il 28 febbraio 1522 salvò, con le sue prodigiose lacrime, la città da sicura distruzione da parte delle truppe francesi, guidate dal generale Odet de Foix, offese dagli insulti di alcuni sprovveduti cittadini sicuri dell'appoggio imperiale.
Il santuario, unico nella città, ricorda a tutti i prodigiosi eventi capitati nella chiesetta del convento delle agostiniane e la deposizione dell'elmo e della spada da parte del generale, particolarmente devoto al culto mariano, subito imitato da parte dei suoi soldati. Il santuario è stato ampliato progressivamente e arricchito di stili diversi che proseguono dal 1600 fino ai giorni nostri.

## Storia

### L'inizio dei lavori, la traslazione dell'icona e consacrazione
Dopo l'autenticazione del miracolo, iniziata nel 1583 su pressione di Carlo Borromeo, che chiede una delegazione alla Santa Sede ed invia l'anno successivo il suo vicario Lodovico Audoeno, il 6 maggio 1591 vengono eletti quattro soprintendenti, uno per ogni porta, per erigere il santuario: Federico Rozzone, Giovanni Zuccone, Andrea Canzola e Giacomo Fachetto. Il 20 aprile 1593 due di questi vengono sostituiti da Luca Ferrando e Lodovico Lodi in quanto deceduti.
Il 25 marzo 1594 viene posta la prima pietra.
Il 27 maggio 1619 l'architetto caravaggino Fabio Mangone e i trevigliesi Bartolomeo Boldone e i fratelli Barizaldi iniziano la delicata fase di taglio del muro per traslare nel nuovo santuario l'immagine miracolosa della Madonna che verrà completata con il collocamento avvenuto sabato 15 giugno. Il giorno successivo il cardinale Federico Borromeo, arrivato in città il 14 giugno, celebra la messa aprendo così al culto il santuario trevigliese.

### Gli anni successivi: modifiche e ampliamento

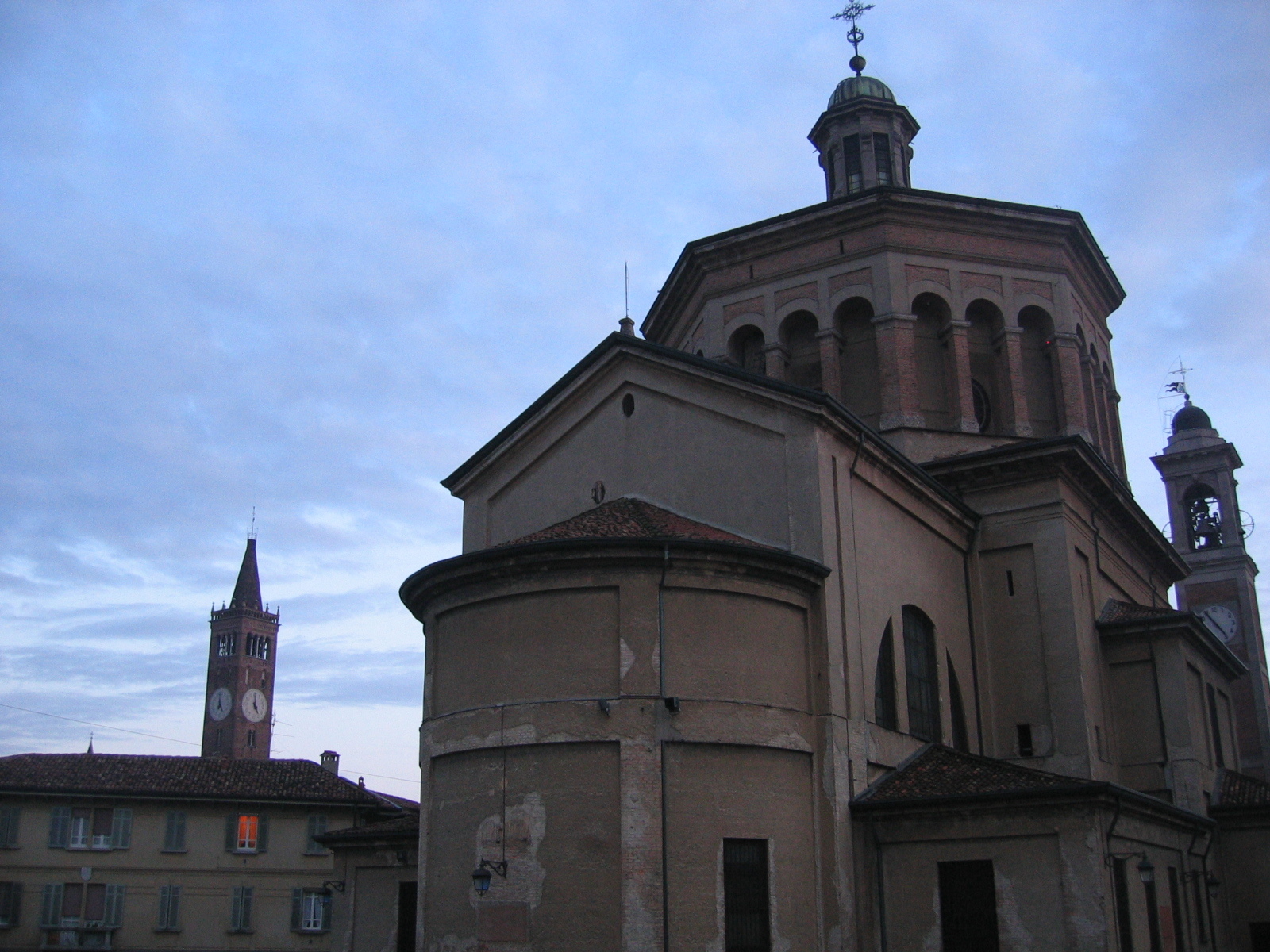
L'abside del santuario, la cupola e la lanterna

Nel 1668 si decide di costruire un altare ad ornamento dell'effigie in marmi preziosi di varia specie e natura.
Tra il 1835 e il 1838 viene costruito il campanile del santuario.
Dopo un primo progetto d'ampliamento del santuario rimasto su carta del 1854, nel 1897 l'architetto ingegnere Cesare Nava, di origini milanesi, ne redige uno nuovo. Il 28 febbraio 1899 il cardinale Andrea Carlo Ferrari, arcivescovo di Milano, depone simbolicamente la prima pietra dell'ampliamento, che attualmente si trova vicino al leggio del Vangelo. L'8 settembre i lavori vengono aggiudicati ai capimastri Furia che però decidono, data l'entità dell'opera, di costituire un'impresa con i concorrenti Bencetti, Possenti e Rossi, tutti di origini trevigliese. Il 13 novembre iniziano effettivamente i lavori d'ampliamento.
Nel luglio del 1900 il cardinale Ferrari, in visita a Groppello d'Adda, si reca a Treviglio dove elargisce benedizioni dai ponteggi del santuario.
Nel 1912 i lavori di costruzione sono pressoché terminati, ma a causa dello scoppio della prima guerra mondiale, bisognerà aspettare luglio del 1921 per vedere completati gli affreschi.
Il 14 gennaio 1912 il cardinale Andrea Carlo Ferrari ordina vescovo nel santuario Pompeo Ghezzi, già canonico curato della stessa chiesa, nominato vescovo di Sansepolcro da papa Pio X. Questo favorisce la diffusione della devozione alla Madonna delle Lacrime anche nella città altotiberina, dove una copia in gesso dell'immagine di Treviglio è conservata nella Cappella Lombezzi del cimitero urbano.
Il 27 febbraio 1971 il cardinale Giovanni Colombo ordina presbitero nel santuario Giuseppe Merisi, originario di Treviglio, alla vigilia della festa patronale.

### I giorni nostri
Nel 1981 la sala ex voto dalla parte del leggio del Vangelo viene adibita a cappella dell'adorazione su progetto del pittore Paolo Furia che ne esegue anche la variopinta vetrata.
All'interno del santuario sono tuttora custoditi la spada e l'elmo del generale Odet de Foix, visconte di Lautrec che vengono esposti durante la settimana del Miracolo, a fine febbraio e inizio marzo. Il santuario ospita affreschi e tele del Molinari, dei fratelli Galliari, del Cresseri, dei Montalti e di Bernardino Butinone.
In vista del cinquecentesimo anniversario del miracolo del 2022, il santuario è stato oggetto di importanti opere di restauro sia per quanto riguarda l'esterno (tra il 2015 e il 2017), sia negli ambienti interni (tra il 2018 e il 2020). In quest'ultima occasione si è provveduto a installare un moderno impianto di riscaldamento a pannelli radianti a pavimento e a restaurare tutte le opere d'arte contenute all'interno del santuario, ingrigite nel corso del tempo anche a causa delle polveri messe in movimento dal vecchio impianto di riscaldamento ad aria.